# Túl jó nő a csajom
A Túl jó nő a csajom (eredeti cím: She's Out of My League) egész estés amerikai romantikus filmvígjáték, amelyet Sean Anders és John Morris forgatókönyve alapján Jim Field Smith rendezett. A főbb szerepekben Jay Baruchel, Alice Eve, Mike Vogel, T. J. Miller, Nate Torrence és Krysten Ritter látható.
A DreamWorks SKG és a Mosaic Media Group készítette és a Paramount Pictures forgalmazta. Az Amerikai Egyesült Államokban 2010. március 12-én, Magyarországon pedig 2010. május 20-án mutatták be a mozikban, vegyes kritikai fogadtatás mellett.

## Szereplők
| Színész           | Szereplő       | Magyar hang     |
| ----------------- | -------------- | --------------- |
| Jay Baruchel      | Kirk Kettner   | Hamvas Dániel   |
| Alice Eve         | Molly          | Zsigmond Tamara |
| T. J. Miller      | Bepi (Stainer) | Nagy Ervin      |
| Mike Vogel        | Jack           | Szabó Máté      |
| Nate Torrence     | Devon          | Hajdu István    |
| Lindsay Sloane    | Marnie         | Németh Borbála  |
| Kyle Bornheimer   | Dylan          | Király Attila   |
| Jessica St. Clair | Debbie         | Zakariás Éva    |
| Krysten Ritter    | Patty          | Szávai Viktória |
| Debra Jo Rupp     | Mrs. Kettner   | Zsurzs Kati     |
| Adam LeFevre      | Mr. Kettner    | Csuja Imre      |
| Kim Shaw          | Katie          | Peller Mariann  |
| Jasika Nicole     | Wendy          |                 |
| Geoff Stults      | Cam            | Zámbori Soma    |
| Hayes MacArthur   | Ron            | Crespo Rodrigo  |
| Andrew Daly       | Mr. Fuller     | Rába Roland     |
| Sharon Maughan    | Mrs. McCleish  | Vándor Éva      |
| Trevor Eve        | Mr. McCleish   | Máté Gábor      |

## Fordítás
- Ez a szócikk részben vagy egészben  a   She's Out of My League című angol Wikipédia-szócikk fordításán alapul.  Az eredeti cikk szerkesztőit annak laptörténete sorolja fel. Ez a jelzés csupán a megfogalmazás eredetét és a szerzői jogokat jelzi, nem szolgál a cikkben szereplő információk forrásmegjelöléseként.